# Rising Star (émission de télévision)
Pour les articles homonymes, voir Rising Star.
Rising Star (Étoile Montante) est un télé-crochet musical créé par Keshet Broadcasting. À la suite du succès de la version originale, HaKokhav HaBa (« La Prochaine Étoile ») en Israël en 2013, plusieurs chaînes à travers le monde ont acheté les droits pour adapter le télé-crochet. En Israël, l'émission servait, de 2014 à 2020, à désigner le vainqueur de la saison en cours pour représenter Israël au prochain Concours Eurovision de la chanson mais à partir de 2021, l'émission retrouvera son format original de simple télé-crochet puisque la chaîne publique KAN annonce le retour d'un festival de la chanson servant à désigner le prochain artiste à représenter Israël pour le prochain concours Eurovision, festival qui avait déjà existé dans le passé.

## Rising Stardans le monde
| Pays/Région              | Titre local                                                             | Chaîne                         | Saison(s) et gagnant | Coachs | Présentation                                       |
| ------------------------ | ----------------------------------------------------------------------- | ------------------------------ | --- | --- | -------------------------------------------------- |
| Argentine                | Elegidos (La música en tus manos) (Choisis, la musique entre tes mains) | Telefe                         | Saison 1, 2015 : Matías Carrica Saison 2, 2016 : Jorge Vasquez | Miranda! El Puma Rodríguez Soledad Pastorutti Axel | Marley                                             |
| Brésil                   | Superstar (pt)                                                          | Rede Globo                     | Saison 1, 6 avril 2014 : Malta Saison 2, 2015 : Lucas & Orelha Saison 3, 2016 : Fulô de Mandacaru | Ivete Sangalo Dinho Ouro Preto Fábio Jr. | Fernanda Lima André Marques                        |
| Chine                    | 中国正在听 (La Chine écoute)                                            | CCTV-3                         | Saison 1, 2014 : Zao Yuchen | Harlem Yu Jolin Tsai Li Yuchun Li Jian | Li Jiaming                                         |
| États-Unis               | Rising Star (en)                                                        | ABC                            | Saison 1, 22 juin 2014 : Jesse Kinch | Kesha Ludacris Brad Paisley | Josh Groban                                        |
| France                   | Rising Star                                                             | M6                             | Saison 1, 2014 : Corentin Grevost | Cali Cathy Guetta David Hallyday Morgan Serrano | Faustine Bollaert Guillaume Pley                   |
| Grèce Chypre             | Rising Star                                                             | ANT1                           | Saison 1 : Giannis Xanthopoulos | Antonis Remos Despina Vandi Kostas Makedonas Christos Mastoras                                                                                                   | Giorgos Liagkas Kalomira (Coulisses)               |
| Hongrie                  | Rising Star                                                             | TV2                            | Saison 1, 2014-2015 : Palmira Várhegyi Lucas | Miklós Kerényi Anna Pásztor Pál Feke Mihály Mező | Nóra Ördög Péter Majoros                           |
| Inde                     | Rising Star                                                             | Colors                         | Saison 1, 2017 : Bannet Dosanjh Saison 2, 2018 : Hemant Brijwashi | Meiyang Chang (1) Raghav Juyal (1) Ravi Dubey (2) | Shankar Mahadevan Diljit Dosanjh Monali Thakur     |
| Indonésie                | Rising Star Indonesia (id)                                              | RCTI                           | Saison 1, 2014 : Inda Nevertari Saison 2, 2016-2017 : Andmesh Kamaleng | Anang Hermansyah (1-2) Judika (1-2) Rossa (1-3) Ariel "Noah" (2-3) Yovie Widianto (3) Armand Maulana(2) Bebi Romeo (1) Millane Fernandez (1) Lilo (1) Andien (1) | Boy William                                        |
| Israël (format original) | HaKokhav HaBa (La Prochaine Étoile)                                     | Keshet 12 (5-) Channel 2 (1-4) | Saison 1 : 2013 : Evyatar Korkus Saison 2, 2014-2015 : Nadav Guedj Saison 3, 2015-2016 : Hovi Star Saison 4, 2016-2017 : Imri Ziv Saison 5, 2017-2018 : Netta Barzilai Saison 6, 2018-2019 : Kobi Marimi | Asaf Atedgi (2-3) Tzvika Hadar (1) Muki (1-3) Rani Rahav Rita (1) Eyal Golan (1)                                                                                 | Assi Azar Rotem Cela (2-) Esti Ginzburg (1)        |
| Ligue arabe              | Rising Star Mazika 3altayer                                             | YAS TV RTC 1                   | saison 1٫ 2017/2018:Ali Mesbah saison 2٫ 2017/2018:Rima Abu Hadi saison 3٫ 2017/2018:Hanine Bousaïd saison 4٫ 2018/2019:Omar Al-Adwan                                                                    | Shahad Barmada Mohamed Ali Mansour Abdallah Zaman | saison 1٫2٫3 Houda Hamdan saison 4 Rashid Al Jasem |
| Portugal                 | Rising Star: A próxima estrela (La Prochaine Étoile) (pt)               | TVI                            | Saison 1, 4 mai 2014 : Bruno Correia | Pedro Ribeiro Carlão Rita Guerra Cuca Roseta | Leonor Poeiras Pedro Teixeira                      |
| Royaume-Uni              | Rising Star                                                             | ITV                            | Annulé | Annulé | Annulé                                             |
| Russie                   | Артист (Artiste)                                                        | Rossiya 1                      | Saison 1, 2014: Suzanna Abdulla | Lolita Milyavskaya Eugene Margulis Nikolay Fomenko Julia Savicheva                                                                                               | Olga Shelest Vladimir Yaglych                      |
| Turquie                  | Yükselen Yıldız (Rising Star)                                           | TV8                            | Saison 1, 2015 : Ferit Özkan Başeğmez | Mustafa Sandal(1-) Emina Jahović (2-) İrem Derici (2-) Yılmaz Morgül (2-) Demet Akalın (1) Gülben Ergen (1) Fuat Güner (1)                                       | Öykü Serter                                        |

## Audiences
Au Portugal, la première saison de l'émission diffusée le mercredi soir recueille en moyenne 26,7 % de part d’audience pour 1,07 million de téléspectateurs, soit plus que la version portugaise de The Voice, visionnée par 868 000 téléspectateurs en moyenne pour 19,4 % de part d’audience.
En France, la première et unique saison diffusée le jeudi en prime-time du 25 septembre au 13 novembre 2014 sur M6 recueille en moyenne 10,0 % de PDA soit près de 2 235 000 téléspectateurs. Rising Star réalise le jour de son lancement, un bon score, attirant 3,76 millions de téléspectateurs, pour 16,9 % de part d'audience. Malgré la nouveauté et l'interactivité du public, l'émission semble cependant ne pas avoir trouvé son public, et passe plusieurs fois en dessous des deux millions de téléspectateurs, ce qui conduit la chaîne M6 à déclarer l'arrêt anticipé du programme, avançant la finale deux semaines plus tôt que prévu et ne commandant pas de deuxième saison.
Aux États-Unis, une seule saison a été diffusée sur la chaîne ABC et a recueilli en moyenne 1,1 % de part de marché pour 4,08 millions de téléspectateurs.